# Dodsonia
Dodsonia is een geslacht van twee soorten orchideeën uit de onderfamilie Epidendroideae
Het zijn kleine epifytische planten uit warme, tropische wouden in de Andes van Ecuador, Peru en Bolivia (Zuid-Amerika).

## Naamgeving enetymologie
- Synoniem: Stenia Lindl. (1837)

Dodsonia is door James D. Ackerman vernoemd naar Calaway Homer Dodson (1928), een Amerikaans orchideeënspecialist.

## Kenmerken
Dodsonia-soorten zijn kleine epifytische planten met waaiervormig geplaatste, lijnlancet- tot lancetvormige bladeren met stompe top en smalle basis, en één of meerdere okselstandige, hangende eenbloemige bloeistengels, met een tot 2,5 cm grote opvallende bloem.
De bloemen zijn niet-geresupineerd en worden gekenmerkt door een bloemlip met een basaal callus met longitudonale ribben, en een middenlob die veel korter is dan de klauwachtige zijlobben.

## Taxonomie
Dodsonia werd in 1979 door Ackerman beschreven als zustergeslacht van Stenia, en bleek met twee beschreven soorten een monofyletische groep. Doch de ontdekking in 2000 van een intermediaire soort Stenia glatzii en DNA-onderzoek uit 2005 door Whitten en anderen toont aan dat er geen rechtvaardiging is voor het onderscheid tussen beide geslachten. De verwachting is dat zij in de toekomst worden samengevoegd.

### Soortenlijst
- Dodsonia falcata Ackerman (1979)
- Dodsonia saccata (Garay) Ackerman (1979)